# Fernando Azevedo
Fernando José Neves de Azevedo (Vila Nova de Gaia, 1923 — Lisboa, 2002) foi um pintor português.

## Biografia

Ocultação, 1949, tinta-da-china sobre imagem impressa, 17,1 x 25,6 cm

Formou-se na Escola de Artes Decorativas de António Arroio, em Lisboa. Inscreveu-se depois na Escola de Belas Artes de Lisboa, que acabaria por abandonar.
Expôs pela primeira vez em 1943, com Marcelino Vespeira e Júlio Pomar. Acompanhou o início do movimento neorrealista em 1945-46, mas logo no ano seguinte foi cofundador do Grupo surrealista de Lisboa (um movimento com objetivos contrastantes com os do neorrealismo); em 1949 participou na primeira e única exposição do grupo, que se desfez pouco depois. 
Em 1952 foi um dos três participantes na importante exposição realizada na Casa Jalco, Lisboa, que os artistas dedicaram ao precursor do surrealismo em Portugal, António Pedro. "Uma exposição de «óleo, fotografia, guache, desenho, ocultação, colagem, linóleo» constituída por três «Primeiras exposições Individuais» de Fernando de Azevedo, Fernando de Lemos e Vespeira".
Participou em inúmeras exposições coletivas, tendo recebido um 1º Prémio de Pintura na II Exposição de Artes Plásticas da Fundação Calouste Gulbenkian, Lisboa, 1961 (catálogo, obras nº 74-77).
Desde a 1947 desenvolveu atividade não apenas como artista mas também como crítico de arte (Mundo Literário e Horizonte); ao longo da sua vida publicou textos na imprensa, em catálogos, livros e revistas da especialidade, nomeadamente na Revista Colóquio-Artes (editada pela Fundação Calouste Gulbenkian entre 1971 e 1996), da qual também foi consultor artístico. 
Ocupou sucessivamente os cargos de Assessor da Direção, Diretor-Adjunto (1989-92) e Diretor (1992-94) do Serviço de Belas Artes da Fundação Calouste Gulbenkian. 
Exerceu a presidência da Direção da Gravura – Sociedade Cooperativa de Gravadores Portugueses entre 1972 e 1974. Foi vice-presidente e presidente da Secção Portuguesa da AICA (1981-1984 e 1987-1994). Foi presidente da Sociedade Nacional de Belas Artes entre 1979 e 2002.
A 10 de junho de 1991, foi agraciado com o grau de Grande-Oficial da Ordem do Infante D. Henrique.

## Obra

Sem título, 1961, óleo sobre tela, 61 x 81 cm

Depois de trabalhos iniciais próximos da estética neorrealista, Fernando Azevedo começa a explorar formas de trabalho tipicamente surrealistas, criando associações intuitivas de figuras e objetos, sem obedecer a esquemas pré-definidos. 
Em 1948 participa, com Vespeira e António Pedro, entre outros, nas primeiras experiências do Grupo Surrealista de Lisboa, realizando os denominados Cadavre Exquis, onde são retomadas experiências dos pioneiros do movimento surrealista. São obras coletivas que evocam um mundo onírico tipicamente surrealista e onde se fundem as diversas autorias, numa tensão entre as dimensões pessoal e coletiva: "o nosso mundo particular estende-se, como num alargamento de raízes, até ao que há de comum e de recalcado em todos os outros homens […]. Proclamamos pelo exercício da liberdade individual, a primeira possibilidade de um ato coletivo" .
Na fase seguinte Azevedo evolui para explorações plásticas intituladas Ocultação, em consonância com as propostas de construção poética de Alexandre O'Neill. Trabalha de forma espontânea, "pintando e construindo espaços na tela, para em seguida os desfazer e ocultar" ; "Azevedo realiza um itinerário duplo, de pintor e de «ocultador», «pondo pintura» nas pinceladas que vão enchendo o espaço figurativo, e desfazendo depois essa ação, com ocultação de partes da superfície pintada e das suas formas" . Trabalhará de forma semelhante cobrindo com tinta opaca grandes zonas de imagens de revistas ou fotografias a preto e branco, des-realizando a imagem inicial e gerando novas formas, enigmáticas, onde ainda se leem fragmentos originais, agora descontextualizados. 

A cigarreira breve, 1986, colagem, 35,5 x 42 cm

Segundo José Augusto França, esta etapa da sua obra "assume uma importância notável neste momento da arte portuguesa" . 
Na fase seguinte, afasta-se do idioma mais estritamente surrealista, efetuando uma "aproximação lírica e sensível da natureza" ; a sua pintura assume então um caráter "que não deverá ser considerado absolutamente abstrato mas antes não-figurativo" .  Demarcando-se da premeditação limitativa da abstração geométrica, Azevedo distancia-se igualmente da representação tradicional, enunciando o processo aberto que o leva a trabalhar durante um largo período de tempo uma versão pessoal de abstracionismo lírico: "Não sei se sou verdadeiramente um pintor abstrato ou mesmo se a classificação de abstrato serve ao que por vezes tenho feito. Sei que nunca […] assinei uma paisagem que tivesse feito diante de uma paisagem […]. Imitar o que já está feito sempre me causou […] uma insatisfação insuportável. […] Não tenho nenhuma certeza, ao partir, senão a do desejo" . 
Em anos posteriores regressa aos processos de construção da imagem associados à colagem, "retomando outro espaço onde figurações se tocam, espaço imaginário, irreal sem irrealidade, ainda ambíguo,  […] mais gravemente onírico" , onde propõe "labirintos de significações e de possíveis narrativas" . Veja-se, por exemplo, A cigarreira breve, 1986, onde faz uma alusão ao poema de Fernando Pessoa; "os mais antigos símbolos da cultura portuguesa, como o Mosteiro de Alcobaça e as tábuas atribuídas a Nuno Gonçalves, constituem o cenário evocativo do sacrifício de um jovem, que era «o menino de sua mãe»" .